# Botillería
Botillería es el nombre que recibió en España durante el siglo xviii y la primera mitad del siglo xix, un tipo de establecimiento donde en su origen se hacían y expendían refrescos y helados. Convivieron con las primitivas alojerías del siglo xvii y, como ellas, fueron casas o tiendas que alguna vez alcanzaron la categoría de café, como en el caso del Café Pombo de Madrid. Las botillerías y sus repartidores ambulantes, los ‘botilleros’, fueron desapareciendo en España a lo largo del siglo xix (algunos autores se arriesgan a anotar que ocurrió entre 1835 y 1838). En algunos países de Hispanoamérica, el término se ha conservado para nombrar un tipo popular de comercio o tienda de vinos.

## Historia
En el siglo XVII en España ya existían las botillerías, como relata Sebastián de Covarrubias que hace mención de ellas en su Tesoro de la lengua castellana o española (1611), donde las describe como «despensa de un señor llamada así por las botas o cubetas donde hay todo género de vituallas», y añade que el ‘botiller’ era el encargado de la botillería.
En el siglo XVIII se describen las botillerías como establecimientos públicos, lugar de reunión y conversación breve, pues eran sitios de paso con apenas bancos o sillas para sentarse. Sí disponían de una barra extensa donde podía encontrarse un periódico a disposición del público. En un principio, el establecimiento no reunía condiciones ni de comodidad ni de higiene por lo que era muy difícil que acogiera entre sus paredes una tertulia.
Se despachaban bebidas como leche merengada —o “amerengad”a—, limonada, naranjada y licores variados. En algunas botillerías se ofrecía además chocolate caliente —también llamado “a la taza”— con bizcochos o barquillos.
A partir de la década de 1840 se impuso por influencia francesa otro tipo de establecimiento donde la principal bebida era el café y con comodidad suficiente para acoger tertulias. Fueron los cafés de tertulia que proliferaron por toda España y muy especialmente en Madrid. Las botillerías dejaron de existir aunque algunas se trasformaron cambiando su aspecto poco a poco. Entre las más famosas que hubo en Madrid, se documentan la botillería de Canosa y botillería de los Balbases.